# Kether

Die 10 Sephiroth im Lebensbaum

Kether (hebr. כתר keter „Krone“) stellt im Lebensbaum der jüdischen Kabbala die höchste Sephira (Singular von Sephiroth) dar. Kabbalisten gilt Kether als das Ziel der spirituellen Suche. Kether wird als reines göttliches Sein verstanden. Die Sephira Kether stellt man sich derart erhaben vor, dass sie als Zohar tituliert wird, als „das Verborgene aller Verborgenen“, das sich menschlichem Begreifen vollständig entzieht.
Im Lebensbaum steht Kether mit beiden ihr folgenden Sephiroth Chochmah und Binah an der Spitze eines Dreiecks. Diese Triade bezeichnet man in ihrer Gesamtheit als Azilut (hebr. אֲצִילוּת = „Vornehmheit, Erhabenheit, Feuer“). Kether repräsentiert das höchste Element Aziluts, der ersten kabbalistischen und vollkommen spirituellen Weltvorstellung dreier weiterer kabbalistischer Weltebenen, die mit „Beriah“, „Jezirah“ und „Assiah“ bezeichnet werden.

## Aussagen berühmter Kabbalisten über Kether
Rabbi Mosche Cordovero (1522? – 1570) von Safed beschreibt in seinem Buch Pardes Rimonim (Garten der Granatäpfel, 1548) Kether als die Quelle der 13 höchsten Quellen des Erbarmens.

## Einflüsse in Okkultismus und Esoterik
Als abendländische okkult-esoterische Lehre mit Wurzeln in der heidnischen Antike, hat die Hermetik Begriffe und Konzepte der Kabbala aufgenommen. Diese religiöse Offenbarungs- und Geheimlehre hat Wurzeln im hellenistischen Synkretismus des griechischen Gottes Hermes mit dem ägyptischen Gott Thot zum Hermes Trismegistos, dem Urvater der Alchemie. Hermetik als Synonym für die abendländischen Lehren der Alchemie, des Okkultismus und der Esoterik prägte das abendländische naturwissenschaftliche Weltbild bis in das 17. Jahrhundert hinein.

### Kether in der abendländischen Hermetik
Der christliche Renaissance-Philosoph Giovanni Pico della Mirandola verband zuerst die okkulte Lehre der Hermetik mit der jüdischen Kabbala. Er gilt als erster christlicher Kabbalist ohne jüdische Abstammung, der sich ab 1486 bemühte, die Kabbala christlich-abendländisch nutzbar zu machen. Er beauftragte den jüdischen Konvertiten Flavius Mithridates, jüdische Kabbala-Literatur ins Lateinische zu übersetzen mit dem Ziel, die Kabbala, wie alle philosophischen und religiösen Lehren letztlich in der christlichen Weltmission zusammenzuführen.
Die Korrespondenzen (Entsprechungen) für כתר (keter „Krone“) in der abendländischen Hermetik:
- Gottesname: Ehjeh (אהיה)
- Erzengel: Metatron
- Engelschar: Chaiot ha-Qodesh (Lebendige Heilige Geschöpfe)
- Tarot: Die vier Asse der kleinen Arkana
- Element: Feuer
- Farben: in Azilut – klarer Glanz, in Beriah – leuchtendes Weiß, in Jezirah – leuchtendes Weiß, in Assiah – weiß mit goldenen Flecken
- Mikrokosmos: Jechidah, die Essenz, das Selbst
- Körper des Menschen: Oberhalb des Scheitels
- Einweihungsgrad der Societas Rosicruciana in Anglia (SRIA): 10° = 1 (Ipsissimus)[2]
- Zahl: 1